# کاموس
کاموس، در شاهنامه، مبارزی کشانی و یکی از امرای فرمان بردار افراسیاب است که در جنگ هماون بین ایرانیان و تورانیان درگرفت به یاری پیران سپهسالار ترکان شرکت جست. در این جنگ ابتدا گیو به میدان آمد اما نتوانست کاموس را شکست دهد و درست در لحظه‌ای که کاموس داشت بر گیو چیره میشد، طوس به کمک گیو آمد. جدال سه جانبه تا پایان روز ادامه یافت اما نتیجه‌ای حاصل نشد:.

## کاموس در شاهنامه
سپاهی‌که افراسیاب به کمک پیران در جنگ هماون فرستاد از مرزهای مختلف تشکیل می‌شد. صحراگردی و کوچ‌نشینی از خصوصیات لشکر ترکان بود. دومین گروه قبایل جنگی به کاموس مرزبان ماورالنهر متعلق بود. کاموس در اولین نبرد با گیو و طوس درآویحت اما متحمل شکست نشد و پیکار به روز بعد موکول شد. روز بعد باز هم کاموس به میدان آمد و مبارز طلبید. اینبار الوا نیزه دار رستم از طرف سپاه ایرانیان به مبارزه با کاموس آمد ولی پس از یک مبارزه بی‌امان توسط کاموس کشته شد. بعد از الوا، رستم پا به میدان گذاشت و کاموس را به مبارزه طلبید و بعد از یک جنگ تن به تن و طولانی، توانست با زیرکی، کاموس را با کمند گرفتار کند و او را کتف بسته به اردوگاه ایرانیان بیاورد. ایرانیان چون او را دست بسته یافتند بر سرش ریختند پهلوان را با ضربات شمشیر چاک‌چاک کردند ...
| تنش را به شمشیر کردند چاک   |  | زخون غرقه شد زیر او سنگ و خاک |
| .                           |  | .                             |
| ز کاموس خود جای گفتار نیست  |  | که ما را بدو راه دیدار نیست   |
| درختیست بارش همه گرز و تیغ  |  | نترسد اگر سنگ بارد ز میغ      |
| ز پیلان جنگی ندارد گریز     |  | سرش پر ز کینست و دل پر ستیز   |
| از این کوه تا پیش دریای شهد |  | درفش و سپاهست و پیلان و مهد   |